# Concert per a violoncel núm. 2 (Haydn)
El Concert número 2, en re major, per a violoncel i orquestra, de Joseph Haydn fou compost l'any 1783. Tal com ja havia fet amb el primer concert per a violoncel, Haydn el compongué per a un violoncel·lista, en aquesta ocasió per a Antonín Kraft, un dels violoncel·listes que treballaven per al príncep Nikolaus Esterházy a l'orquestra del palau d'Eszterháza. Tot i que durant molt de temps hi va haver dubtes sobre la seva autenticitat, la majoria d'experts consideren que efectivament aquesta obra és autèntica després que el 1951 es va descobrir la signatura del compositor en el manuscrit.
Aquest segon concert és més relaxat i líric que el primer, escrit en do major. En el seu primer moviment, el caràcter és pausat i calmat, però la peça aviat entra en la fase del desenvolupament on un altre tema, construït a partir del primer, es descobreix. Amb la recapitulació, al final, retorna el primer tema.
El segon moviment –un "Adagio", quan l'habitual en aquesta posició en els concerts de Haydn són els "Andante"- és en la dominant. Al mig del moviment hi ha un episodi en la tonalitat, tan distant de la inicial, de do major.
El darrer moviment és el més breu. És en la forma de rondó, amb un episodi en la dominant i amb una digressió cap a re menor, la tonalitat paral·lela menor. L'obra es clou amb una afirmació alegre i menys virtuosística que la de l'altre concert.

## Moviments
1. Allegro
2. Adagio
3. Rondó (Allegro)